# Nigella latisecta
Nigella latisecta là một loài thực vật có hoa trong họ Mao lương. Loài này được P.H. Davis mô tả khoa học đầu tiên.